# Turniej olimpijski w piłce siatkowej mężczyzn 2008/Grupa B
Do rywalizacji w turnieju olimpijskim w piłce siatkowej mężczyzn podczas XXIX Letnich Igrzysk Olimpijskich w Pekinie przystąpiło 12 reprezentacji. W pierwszej fazie podzielone zostały na dwie grupy. W grupie B znalazły się następujące drużyny:
- Brazylia
- Egipt
- Niemcy
- Polska
- Rosja
- Serbia

Awans do ćwierćfinałów uzyskały reprezentacje Brazylii, Rosji, Polski oraz Serbii.
Mecze w grupie B rozegrane zostały pomiędzy 10 a 18 sierpnia.

## Tabela
| Poz. | Reprezentacja | Pkt | Mecze | Mecze | Mecze | Małe punkty | Małe punkty | Małe punkty | Sety | Sety | Sety  |
| Poz. | Reprezentacja | Pkt | M     | Z     | P     | zdob.       | str.        | ratio       | wyg. | prz. | ratio |
| ---- | ------------- | --- | ----- | ----- | ----- | ----------- | ----------- | ----------- | ---- | ---- | ----- |
| 1    | Brazylia      | 9   | 5     | 4     | 1     | 427         | 373         | 1,145       | 13   | 4    | 3,250 |
| 2    | Rosja         | 9   | 5     | 4     | 1     | 496         | 447         | 1,110       | 14   | 7    | 2,000 |
| 3    | Polska        | 9   | 5     | 4     | 1     | 434         | 404         | 1,074       | 12   | 6    | 2,000 |
| 4    | Serbia        | 7   | 5     | 2     | 3     | 440         | 439         | 1,002       | 9    | 10   | 0,900 |
| 5    | Niemcy        | 6   | 5     | 1     | 4     | 418         | 440         | 0,950       | 6    | 12   | 0,500 |
| 6    | Egipt         | 5   | 5     | 0     | 5     | 267         | 379         | 0,704       | 0    | 15   | 0,000 |

Legenda: Poz. – pozycja, Pkt – liczba punktów, M – liczba meczów, Z – mecze wygrane, P – mecze przegrane, zdob. – małe punkty zdobyte, str. – małe punkty stracone, wyg. – sety wygrane, prz. – sety przegrane

## Mecze
| 10 sierpnia 2008           | Serbia                | 1:3 (25:20, 21:25, 22:25, 14:25) | Rosja                   | BIT Gymnasium, Pekin                                                  |  |
| 10:00 (UTC+8) 4:00 (UTC+2) | Ivan Miljković 15 pkt | raport raport P-3 raport P-2     | Maksim Michajłow 21 pkt | Widzów: 3 100 Sędziowie: Bela Hobor (Węgry) i Osamu Sakaide (Japonia) |  |

| 10 sierpnia 2008           | Brazylia                              | 3:0 (25:19, 25:15, 25:18)    | Egipt                | Capital Indoor Stadium, Pekin                                         |  |
| 15:20 (UTC+8) 9:20 (UTC+2) | Gilberto de Godoy Filho (Giba) 12 pkt | raport raport P-3 raport P-2 | Saleh Youssef 11 pkt | Widzów: 8 500 Sędziowie: Wang Ning (Chiny) i Mohammad Shahmiri (Iran) |  |

| 10 sierpnia 2008            | Polska                | 3:0 (25:17, 33:31, 25:20)    | Niemcy               | Capital Indoor Stadium, Pekin                                                 |  |
| 22:20 (UTC+8) 16:20 (UTC+2) | Mariusz Wlazły 17 pkt | raport raport P-3 raport P-2 | Stefan Hübner 11 pkt | Widzów: 5 700 Sędziowie: Frans Loderus (Holandia) i Massimo Menghini (Włochy) |  |

| 12 sierpnia 2008           | Rosja                   | 3:2 (25:27, 25:21, 21:25, 25:23, 16:14) | Niemcy               | BIT Gymnasium, Pekin                                                          |  |
| 10:00 (UTC+8) 4:00 (UTC+2) | Maksim Michajłow 17 pkt | raport raport P-3 raport P-2            | Jochen Schöps 19 pkt | Widzów: 3 500 Sędziowie: Patrick Deregnaucourt (Francja) i Bela Hobor (Węgry) |  |

| 12 sierpnia 2008           | Egipt                                                            | 0:3 (21:25, 18:25, 10:25)    | Polska                     | BIT Gymnasium, Pekin                                                                       |  |
| 13:00 (UTC+8) 7:00 (UTC+2) | Hamdy Awad 6 pkt Ahmed Abdel Naeim 6 pkt Abdel Latif Ahmed 6 pkt | raport raport P-3 raport P-2 | Sebastian Świderski 13 pkt | Widzów: 3 000 Sędziowie: Mohammad Shahmiri (Iran) i Patricia Salvatore (Stany Zjednoczone) |  |

| 12 sierpnia 2008           | Serbia                | 1:3 (27:25, 20:25, 17:25, 21:25) | Brazylia                                 | Capital Indoor Stadium, Pekin                                        |  |
| 15:20 (UTC+8) 9:20 (UTC+2) | Ivan Miljković 17 pkt | raport raport P-3 raport P-2     | Murilo Endres 17 pkt Dante Amaral 17 pkt | Widzów: 9 000 Sędziowie: Wang Ning (Chiny) i Osamu Sakaide (Japonia) |  |

| 14 sierpnia 2008           | Niemcy               | 3:0 (29:27, 25:21, 25:21)    | Egipt                    | BIT Gymnasium, Pekin                                                  |  |
| 12:00 (UTC+8) 6:00 (UTC+2) | Jochen Schöps 19 pkt | raport raport P-3 raport P-2 | Ahmed Abdel Naeim 20 pkt | Widzów: 3 200 Sędziowie: Ibrahim Al-Naama (Katar) i Liu Jiang (Chiny) |  |

| 14 sierpnia 2008           | Brazylia                | 1:3 (25:22, 24:26, 29:31, 19:25) | Rosja                   | Capital Indoor Stadium, Pekin                                                     |  |
| 12:30 (UTC+8) 6:30 (UTC+2) | André Nascimento 26 pkt | raport raport P-3 raport P-2     | Maksim Michajłow 19 pkt | Widzów: 12 000 Sędziowie: Víctor Manuel Rodríguez (Portoryko) i Wang Ning (Chiny) |  |

| 14 sierpnia 2008           | Polska                | 3:1 (31:29, 22:25, 25:22, 25:21) | Serbia                | Capital Indoor Stadium, Pekin                                                    |  |
| 15:05 (UTC+8) 9:05 (UTC+2) | Mariusz Wlazły 20 pkt | raport raport P-3 raport P-2     | Ivan Miljković 24 pkt | Widzów: 7 000 Sędziowie: Ümit Sokullu (Turcja) i Patrick Deregnaucourt (Francja) |  |

| 16 sierpnia 2008           | Rosja                  | 3:0 (25:19, 25:14, 25:18)    | Egipt                   | BIT Gymnasium, Pekin                                                  |  |
| 12:00 (UTC+8) 6:00 (UTC+2) | Jurij Bierieżko 12 pkt | raport raport P-3 raport P-2 | Hossameldin Gomaa 7 pkt | Widzów: 3 200 Sędziowie: Liu Jiang (Chiny) i Ibrahim Al-Naama (Katar) |  |

| 16 sierpnia 2008           | Serbia                | 3:1 (25:21, 27:25, 24:26, 25:23) | Niemcy               | Capital Indoor Stadium, Pekin                                    |  |
| 12:30 (UTC+8) 6:30 (UTC+2) | Ivan Miljković 23 pkt | raport raport P-3 raport P-2     | Jochen Schöps 29 pkt | Widzów: 12 500 Sędziowie: Wang Ning (Chiny) i Bela Hobor (Węgry) |  |

| 16 sierpnia 2008            | Brazylia                              | 3:0 (30:28, 25:19, 25:19)    | Polska                                                                   | Capital Indoor Stadium, Pekin                                                      |  |
| 20:00 (UTC+8) 14:00 (UTC+2) | Gilberto de Godoy Filho (Giba) 16 pkt | raport raport P-3 raport P-2 | Michał Winiarski 11 pkt Daniel Pliński 11 pkt Sebastian Świderski 11 pkt | Widzów: 12 500 Sędziowie: Kim Kun-Tae (Korea Południowa) i Osamu Sakaide (Japonia) |  |

| 18 sierpnia 2008           | Niemcy               | 0:3 (22:25, 21:25, 23:25)    | Brazylia                                                    | BIT Gymnasium, Pekin                                               |  |
| 12:20 (UTC+8) 6:20 (UTC+2) | Jochen Schöps 17 pkt | raport raport P-3 raport P-2 | Gilberto de Godoy Filho (Giba) 9 pkt André Nascimento 9 pkt | Widzów: 3 400 Sędziowie: Liu Jiang (Chiny) i Ümit Sokullu (Turcja) |  |

| 18 sierpnia 2008           | Polska                | 3:2 (17:25, 26:24, 24:26, 25:23, 15:12) | Rosja                    | Capital Indoor Stadium, Pekin                                                  |  |
| 12:30 (UTC+8) 6:30 (UTC+2) | Mariusz Wlazły 23 pkt | raport raport P-3 raport P-2            | Siemion Połtawski 19 pkt | Widzów: 12 000 Sędziowie: Frans Loderus (Holandia) i Frank Leuthauser (Niemcy) |  |

| 18 sierpnia 2008           | Egipt                | 0:3 (16:25, 13:25, 17:25)    | Serbia                | Capital Indoor Stadium, Pekin                                                           |  |
| 15:15 (UTC+8) 9:15 (UTC+2) | Mohamed Gabal 12 pkt | raport raport P-3 raport P-2 | Ivan Miljković 15 pkt | Widzów: 6 000 Sędziowie: Víctor Manuel Rodríguez (Portoryko) i Ibrahim Al-Naama (Katar) |  |

## Serbia – Rosja
Niedziela, 10 sierpnia 2008

10:00 (UTC+8) - Beijing Institute of Technology Gymnasium, Pekin - Widzów: 3 100
| Serbia                | 1:3 (25:20, 21:25, 22:25, 14:25)                                                                   | Rosja                   |
| Ivan Miljković 15 pkt | raport. results.beijing2008.cn. [zarchiwizowane z tego adresu (2008-08-13)]. raport P-3 raport P-2 | Maksim Michajłow 21 pkt |

|                |    |                   |        |
|                |    |                   |        |
| P              | 4  | Bojan Janić       | 9 pkt  |
| L              | 8  | Marko Samardzić   |        |
| R              | 9  | Nikola Grbić      | 3 pkt  |
| P              | 10 | Miloš Nikić       | 11 pkt |
| Ś              | 12 | Andrija Gerić     | 7 pkt  |
| A              | 14 | Ivan Miljković    | 15 pkt |
| Ś              | 18 | Marko Podraščanin | 7 pkt  |
| Zmiany:        |    |                   |        |
| P              | 1  | Nikola Kovačević  | 3 pkt  |
| P              | 2  | Dejan Bojović     |        |
| Ś              | 3  | Novica Bjelica    |        |
| R              | 5  | Vlado Petković    |        |
| A              | 15 | Saša Starović     |        |
| Trener:        |    |                   |        |
| Igor Kolaković |    |                   |        |

| Wyjściowe ustawienia drużyn w 1. secie                                                                                      |
| --- |
| \| Nikić Gerić Miljković Janić Podraščanin Grbić Samardzić Kosariew Kuleszow Połtawski Tietiuchin Wołkow Grankin Wierbow \| |
| |
| Nikić Gerić Miljković Janić Podraščanin Grbić Samardzić Kosariew Kuleszow Połtawski Tietiuchin Wołkow Grankin Wierbow       |

| Nikić Gerić Miljković Janić Podraščanin Grbić Samardzić Kosariew Kuleszow Połtawski Tietiuchin Wołkow Grankin Wierbow |

| Wyjściowe ustawienia drużyn w 2. secie                                                                                      |
| --- |
| \| Grbić Nikić Gerić Miljković Janić Podraščanin Samardzić Kosariew Kuleszow Michajłow Tietiuchin Wołkow Grankin Wierbow \| |
| |
| Grbić Nikić Gerić Miljković Janić Podraščanin Samardzić Kosariew Kuleszow Michajłow Tietiuchin Wołkow Grankin Wierbow       |

| Grbić Nikić Gerić Miljković Janić Podraščanin Samardzić Kosariew Kuleszow Michajłow Tietiuchin Wołkow Grankin Wierbow |

| Wyjściowe ustawienia drużyn w 3. secie                                                                                       |
| --- |
| \| Nikić Gerić Miljković Janić Podraščanin Grbić Samardzić Bierieżko Kuleszow Michajłow Tietiuchin Wołkow Grankin Wierbow \| |
| |
| Nikić Gerić Miljković Janić Podraščanin Grbić Samardzić Bierieżko Kuleszow Michajłow Tietiuchin Wołkow Grankin Wierbow       |

| Nikić Gerić Miljković Janić Podraščanin Grbić Samardzić Bierieżko Kuleszow Michajłow Tietiuchin Wołkow Grankin Wierbow |

| Wyjściowe ustawienia drużyn w 4. secie                                                                                         |
| --- |
| \| Nikić Bjelica Miljković Janić Podraščanin Grbić Samardzić Bierieżko Kuleszow Michajłow Tietiuchin Wołkow Grankin Wierbow \| |
| |
| Nikić Bjelica Miljković Janić Podraščanin Grbić Samardzić Bierieżko Kuleszow Michajłow Tietiuchin Wołkow Grankin Wierbow       |

| Nikić Bjelica Miljković Janić Podraščanin Grbić Samardzić Bierieżko Kuleszow Michajłow Tietiuchin Wołkow Grankin Wierbow |

|                            |    |                     |        |
|                            |    |                     |        |
| A                          | 2  | Siemion Połtawski   | 1 pkt  |
| P                          | 3  | Aleksandr Kosariew  | 3 pkt  |
| R                          | 6  | Siergiej Grankin    | 4 pkt  |
| P                          | 8  | Siergiej Tietiuchin | 14 pkt |
| Ś                          | 15 | Aleksandr Wołkow    | 9 pkt  |
| L                          | 16 | Aleksiej Wierbow    |        |
| Ś                          | 18 | Aleksiej Kuleszow   | 11 pkt |
| Zmiany:                    |    |                     |        |
| P                          | 1  | Aleksandr Korniejew |        |
| P                          | 10 | Jurij Bierieżko     |        |
| Ś                          | 13 | Aleksiej Ostapienko | 2 pkt  |
| A                          | 17 | Maksim Michajłow    | 21 pkt |
| Trener:                    |    |                     |        |
| Władimir Alekno (Białoruś) |    |                     |        |

- I sędzia: Bela Hobor (Węgry)
- II sędzia: Osamu Sakaide (Japonia)
- Czas trwania meczu: 98 minut

| Serbia | Statystyki        | Rosja |
| 1      | SETY              | 3     |
| 82     | MAŁE PUNKTY       | 95    |
| 41     | ATAK              | 51    |
| 9      | BLOK              | 17    |
| 5      | SERWIS            | 5     |
| 27     | BŁĘDY PRZECIWNIKA | 22    |

## Brazylia – Egipt
Niedziela, 10 sierpnia 2008

15:20 (UTC+8) - Capital Indoor Stadium, Pekin - Widzów: 8 500
| Brazylia                              | 3:0 (25:19, 25:15, 25:18)                                                                          | Egipt                |
| Gilberto de Godoy Filho (Giba) 12 pkt | raport. results.beijing2008.cn. [zarchiwizowane z tego adresu (2008-08-13)]. raport P-3 raport P-2 | Saleh Youssef 11 pkt |

|                  |    |                                |        |
|                  |    |                                |        |
| R                | 2  | Marcelo Elgarten               |        |
| Ś                | 4  | André Heller                   | 6 pkt  |
| P                | 7  | Gilberto de Godoy Filho (Giba) | 12 pkt |
| A                | 9  | André Nascimento               | 9 pkt  |
| L                | 10 | Sérgio Dutra Santos            |        |
| Ś                | 13 | Gustavo Endres                 | 7 pkt  |
| P                | 18 | Dante Amaral                   | 7 pkt  |
| Zmiany:          |    |                                |        |
| R                | 1  | Bruno Rezende                  | 1 pkt  |
| A                | 11 | Anderson Rodrigues             | 2 pkt  |
| Ś                | 14 | Rodrigo Santana (Rodrigão)     | 2 pkt  |
| Trener:          |    |                                |        |
| Bernardo Rezende |    |                                |        |

| Wyjściowe ustawienia drużyn w 1. secie                                                                                               |
| --- |
| \| Gustavo Marcelinho Giba André Heller André Dante Sérgio Awad Abdel Latif Abdel Naeim Youssef Seif Elnasr Ahmed Abdalla Al Aydy \| |
| |
| Gustavo Marcelinho Giba André Heller André Dante Sérgio Awad Abdel Latif Abdel Naeim Youssef Seif Elnasr Ahmed Abdalla Al Aydy       |

| Gustavo Marcelinho Giba André Heller André Dante Sérgio Awad Abdel Latif Abdel Naeim Youssef Seif Elnasr Ahmed Abdalla Al Aydy |

| Wyjściowe ustawienia drużyn w 2. secie                                                                                               |
| --- |
| \| Marcelinho Giba André Heller André Dante Gustavo Sérgio Awad Abdel Latif Abdel Naeim Youssef Seif Elnasr Ahmed Abdalla Al Aydy \| |
| |
| Marcelinho Giba André Heller André Dante Gustavo Sérgio Awad Abdel Latif Abdel Naeim Youssef Seif Elnasr Ahmed Abdalla Al Aydy       |

| Marcelinho Giba André Heller André Dante Gustavo Sérgio Awad Abdel Latif Abdel Naeim Youssef Seif Elnasr Ahmed Abdalla Al Aydy |

| Wyjściowe ustawienia drużyn w 3. secie                                                                                          |
| --- |
| \| Gustavo Marcelinho Giba André Heller André Murilo Sérgio Ahmed Abdalla Awad Seif Elnasr Abdel Naeim Youssef Gomaa Al Aydy \| |
| |
| Gustavo Marcelinho Giba André Heller André Murilo Sérgio Ahmed Abdalla Awad Seif Elnasr Abdel Naeim Youssef Gomaa Al Aydy       |

| Gustavo Marcelinho Giba André Heller André Murilo Sérgio Ahmed Abdalla Awad Seif Elnasr Abdel Naeim Youssef Gomaa Al Aydy |

|               |    |                      |        |
|               |    |                      |        |
| P             | 1  | Hamdy Awad           | 2 pkt  |
| R             | 2  | Ahmed Abdalla        | 3 pkt  |
| A             | 4  | Ahmed Abdel Naeim    | 7 pkt  |
| Ś             | 5  | Abdel Latif Ahmed    | 6 pkt  |
| L             | 6  | Wael Al Aydy         |        |
| P             | 8  | Saleh Youssef        | 11 pkt |
| Ś             | 16 | Mohamed Seif Elnasr  | 3 pkt  |
| Zmiany:       |    |                      |        |
| A             | 3  | Mohamed Gabal        |        |
| R             | 7  | Ashraf Abouelhassan  |        |
| Ś             | 14 | Hossameldin Gomaa    | 1 pkt  |
| P             | 17 | Mahmoud Abd El kader |        |
| Trener:       |    |                      |        |
| Ahmed Zakaria |    |                      |        |

- I sędzia: Wang Ning (Chiny)
- II sędzia: Mohammad Shahmiri (Iran)
- Czas trwania meczu: 72 minuty

| Brazylia | Statystyki        | Egipt |
| 3        | SETY              | 0     |
| 75       | MAŁE PUNKTY       | 52    |
| 36       | ATAK              | 25    |
| 11       | BLOK              | 6     |
| 3        | SERWIS            | 2     |
| 25       | BŁĘDY PRZECIWNIKA | 19    |

## Polska – Niemcy
Niedziela, 10 sierpnia 2008

22:20 (UTC+8) - Capital Indoor Stadium, Pekin - Widzów: 5 700
| Polska                | 3:0 (25:17, 33:31, 25:20)                                                                          | Niemcy               |
| Mariusz Wlazły 17 pkt | raport. results.beijing2008.cn. [zarchiwizowane z tego adresu (2008-08-13)]. raport P-3 raport P-2 | Stefan Hübner 11 pkt |

|                         |    |                     |        |
|                         |    |                     |        |
| P                       | 2  | Michał Winiarski    | 11 pkt |
| Ś                       | 4  | Daniel Pliński      | 5 pkt  |
| R                       | 5  | Paweł Zagumny       | 4 pkt  |
| A                       | 10 | Mariusz Wlazły      | 17 pkt |
| Ś                       | 11 | Łukasz Kadziewicz   | 12 pkt |
| P                       | 13 | Sebastian Świderski | 11 pkt |
| L                       | 16 | Krzysztof Ignaczak  |        |
| Zmiany:                 |    |                     |        |
| P                       | 8  | Marcin Wika         |        |
| R                       | 12 | Paweł Woicki        |        |
| Ś                       | 18 | Marcin Możdżonek    |        |
| Trener:                 |    |                     |        |
| Raúl Lozano (Argentyna) |    |                     |        |

| Wyjściowe ustawienia drużyn w 1. secie                                                                               |
| --- |
| \| Pliński Wlazły Świderski Kadziewicz Zagumny Winiarski Ignaczak Bergmann Schöps Popp Hübner Dehne Andrae Kröger \| |
| |
| Pliński Wlazły Świderski Kadziewicz Zagumny Winiarski Ignaczak Bergmann Schöps Popp Hübner Dehne Andrae Kröger       |

| Pliński Wlazły Świderski Kadziewicz Zagumny Winiarski Ignaczak Bergmann Schöps Popp Hübner Dehne Andrae Kröger |

| Wyjściowe ustawienia drużyn w 2. secie                                                                               |
| --- |
| \| Pliński Wlazły Świderski Kadziewicz Zagumny Winiarski Ignaczak Andrae Bergmann Schöps Popp Hübner Dehne Kröger \| |
| |
| Pliński Wlazły Świderski Kadziewicz Zagumny Winiarski Ignaczak Andrae Bergmann Schöps Popp Hübner Dehne Kröger       |

| Pliński Wlazły Świderski Kadziewicz Zagumny Winiarski Ignaczak Andrae Bergmann Schöps Popp Hübner Dehne Kröger |

| Wyjściowe ustawienia drużyn w 3. secie                                                                                |
| --- |
| \| Pliński Wlazły Świderski Kadziewicz Zagumny Winiarski Ignaczak Böhme Pampel Kromm Hübner Tischer Siebeck Kröger \| |
| |
| Pliński Wlazły Świderski Kadziewicz Zagumny Winiarski Ignaczak Böhme Pampel Kromm Hübner Tischer Siebeck Kröger       |

| Pliński Wlazły Świderski Kadziewicz Zagumny Winiarski Ignaczak Böhme Pampel Kromm Hübner Tischer Siebeck Kröger |

|                   |    |                  |        |
|                   |    |                  |        |
| P                 | 1  | Marcus Popp      | 4 pkt  |
| P                 | 5  | Björn Andrae     | 4 pkt  |
| Ś                 | 9  | Stefan Hübner    | 11 pkt |
| A                 | 10 | Jochen Schöps    | 5 pkt  |
| R                 | 11 | Frank Dehne      |        |
| Ś                 | 13 | Ralph Bergmann   | 8 pkt  |
| L                 | 19 | Thomas Kröger    |        |
| Zmiany:           |    |                  |        |
| R                 | 4  | Simon Tischer    | 1 pkt  |
| P                 | 7  | Mark Siebeck     | 5 pkt  |
| Ś                 | 8  | Marcus Böhme     |        |
| A                 | 12 | Christian Pampel | 6 pkt  |
| P                 | 14 | Robert Kromm     |        |
| Trener:           |    |                  |        |
| Stelian Moculescu |    |                  |        |

- I sędzia: Frans Loderus (Holandia)
- II sędzia: Massimo Menghini (Włochy)
- Czas trwania meczu: 90 minut

| Polska | Statystyki        | Niemcy |
| 3      | SETY              | 0      |
| 83     | MAŁE PUNKTY       | 68     |
| 48     | ATAK              | 44     |
| 8      | BLOK              | 5      |
| 4      | SERWIS            | 3      |
| 23     | BŁĘDY PRZECIWNIKA | 16     |

## Rosja – Niemcy
Wtorek, 12 sierpnia 2008

10:00 (UTC+8) - Beijing Institute of Technology Gymnasium, Pekin - Widzów: 3 500
| Rosja                   | 3:2 (25:27, 25:21, 21:25, 25:23, 16:14)                                                            | Niemcy               |
| Maksim Michajłow 17 pkt | raport. results.beijing2008.cn. [zarchiwizowane z tego adresu (2008-08-15)]. raport P-3 raport P-2 | Jochen Schöps 19 pkt |

|                            |    |                     |        |
|                            |    |                     |        |
| R                          | 6  | Siergiej Grankin    |        |
| P                          | 8  | Siergiej Tietiuchin | 5 pkt  |
| P                          | 10 | Jurij Bierieżko     | 14 pkt |
| Ś                          | 15 | Aleksandr Wołkow    | 13 pkt |
| L                          | 16 | Aleksiej Wierbow    |        |
| A                          | 17 | Maksim Michajłow    | 17 pkt |
| Ś                          | 18 | Aleksiej Kuleszow   | 2 pkt  |
| Zmiany:                    |    |                     |        |
| A                          | 2  | Siemion Połtawski   | 12 pkt |
| P                          | 3  | Aleksandr Kosariew  | 7 pkt  |
| R                          | 9  | Wadim Chamuckich    |        |
| Ś                          | 13 | Aleksiej Ostapienko | 5 pkt  |
| Trener:                    |    |                     |        |
| Władimir Alekno (Białoruś) |    |                     |        |

| Wyjściowe ustawienia drużyn w 1. secie                                                                               |
| --- |
| \| Wołkow Grankin Bierieżko Kuleszow Michajłow Tietiuchin Wierbow Andrae Bergmann Schöps Popp Hübner Dehne Kröger \| |
| |
| Wołkow Grankin Bierieżko Kuleszow Michajłow Tietiuchin Wierbow Andrae Bergmann Schöps Popp Hübner Dehne Kröger       |

| Wołkow Grankin Bierieżko Kuleszow Michajłow Tietiuchin Wierbow Andrae Bergmann Schöps Popp Hübner Dehne Kröger |

| Wyjściowe ustawienia drużyn w 2. secie                                                                               |
| --- |
| \| Bierieżko Kuleszow Michajłow Tietiuchin Wołkow Grankin Wierbow Bergmann Schöps Popp Hübner Dehne Andrae Kröger \| |
| |
| Bierieżko Kuleszow Michajłow Tietiuchin Wołkow Grankin Wierbow Bergmann Schöps Popp Hübner Dehne Andrae Kröger       |

| Bierieżko Kuleszow Michajłow Tietiuchin Wołkow Grankin Wierbow Bergmann Schöps Popp Hübner Dehne Andrae Kröger |

| Wyjściowe ustawienia drużyn w 3. secie                                                                               |
| --- |
| \| Bierieżko Kuleszow Michajłow Tietiuchin Wołkow Grankin Wierbow Andrae Bergmann Schöps Popp Hübner Dehne Kröger \| |
| |
| Bierieżko Kuleszow Michajłow Tietiuchin Wołkow Grankin Wierbow Andrae Bergmann Schöps Popp Hübner Dehne Kröger       |

| Bierieżko Kuleszow Michajłow Tietiuchin Wołkow Grankin Wierbow Andrae Bergmann Schöps Popp Hübner Dehne Kröger |

| Wyjściowe ustawienia drużyn w 4. secie                                                                               |
| --- |
| \| Bierieżko Ostapienko Połtawski Kosariew Wołkow Grankin Wierbow Andrae Bergmann Schöps Popp Hübner Dehne Kröger \| |
| |
| Bierieżko Ostapienko Połtawski Kosariew Wołkow Grankin Wierbow Andrae Bergmann Schöps Popp Hübner Dehne Kröger       |

| Bierieżko Ostapienko Połtawski Kosariew Wołkow Grankin Wierbow Andrae Bergmann Schöps Popp Hübner Dehne Kröger |

| Wyjściowe ustawienia drużyn w 5. secie                                                                                |
| --- |
| \| Kosariew Ostapienko Połtawski Tietiuchin Wołkow Grankin Wierbow Andrae Bergmann Schöps Popp Hübner Dehne Kröger \| |
| |
| Kosariew Ostapienko Połtawski Tietiuchin Wołkow Grankin Wierbow Andrae Bergmann Schöps Popp Hübner Dehne Kröger       |

| Kosariew Ostapienko Połtawski Tietiuchin Wołkow Grankin Wierbow Andrae Bergmann Schöps Popp Hübner Dehne Kröger |

|                   |    |                  |        |
|                   |    |                  |        |
| P                 | 1  | Marcus Popp      | 11 pkt |
| P                 | 5  | Björn Andrae     | 15 pkt |
| Ś                 | 9  | Stefan Hübner    | 11 pkt |
| A                 | 10 | Jochen Schöps    | 19 pkt |
| R                 | 11 | Frank Dehne      | 7 pkt  |
| Ś                 | 13 | Ralph Bergmann   | 11 pkt |
| L                 | 19 | Thomas Kröger    |        |
| Zmiany:           |    |                  |        |
| P                 | 7  | Mark Siebeck     |        |
| A                 | 12 | Christian Pampel |        |
| P                 | 14 | Robert Kromm     | 1 pkt  |
| Trener:           |    |                  |        |
| Stelian Moculescu |    |                  |        |

- I sędzia: Patrick Deregnaucourt (Francja)
- II sędzia: Bela Hobor (Węgry)
- Czas trwania meczu: 145 minut

| Rosja | Statystyki        | Niemcy |
| 3     | SETY              | 2      |
| 112   | MAŁE PUNKTY       | 110    |
| 49    | ATAK              | 56     |
| 14    | BLOK              | 12     |
| 12    | SERWIS            | 7      |
| 37    | BŁĘDY PRZECIWNIKA | 35     |

## Egipt – Polska
Wtorek, 12 sierpnia 2008

13:00 (UTC+8) - Beijing Institute of Technology Gymnasium, Pekin - Widzów: 3 000
| Egipt                                                            | 0:3 (21:25, 18:25, 10:25)                                                                          | Polska                     |
| Hamdy Awad 6 pkt Ahmed Abdel Naeim 6 pkt Abdel Latif Ahmed 6 pkt | raport. results.beijing2008.cn. [zarchiwizowane z tego adresu (2008-08-15)]. raport P-3 raport P-2 | Sebastian Świderski 13 pkt |

|               |    |                      |       |
|               |    |                      |       |
| P             | 1  | Hamdy Awad           | 6 pkt |
| R             | 2  | Ahmed Abdalla        | 1 pkt |
| A             | 4  | Ahmed Abdel Naeim    | 6 pkt |
| Ś             | 5  | Abdel Latif Ahmed    | 6 pkt |
| L             | 6  | Wael Al Aydy         |       |
| P             | 8  | Saleh Youssef        | 5 pkt |
| Ś             | 16 | Mohamed Seif Elnasr  | 1 pkt |
| Zmiany:       |    |                      |       |
| A             | 3  | Mohamed Gabal        | 4 pkt |
| R             | 7  | Ashraf Abouelhassan  |       |
| P             | 13 | Mohamed Badawy       | 2 pkt |
| Ś             | 14 | Hossameldin Gomaa    | 1 pkt |
| P             | 17 | Mahmoud Abd El kader |       |
| Trener:       |    |                      |       |
| Ahmed Zakaria |    |                      |       |

| Wyjściowe ustawienia drużyn w 1. secie |
| --- |
| \| Ahmed Abdalla Awad Abdel Latif Abdel Naeim Youssef Seif Elnasr Al Aydy Kadziewicz Zagumny Winiarski Pliński Wlazły Świderski Ignaczak \| |
| |
| Ahmed Abdalla Awad Abdel Latif Abdel Naeim Youssef Seif Elnasr Al Aydy Kadziewicz Zagumny Winiarski Pliński Wlazły Świderski Ignaczak       |

| Ahmed Abdalla Awad Abdel Latif Abdel Naeim Youssef Seif Elnasr Al Aydy Kadziewicz Zagumny Winiarski Pliński Wlazły Świderski Ignaczak |

| Wyjściowe ustawienia drużyn w 2. secie |
| --- |
| \| Awad Abdel Latif Abdel Naeim Youssef Seif Elnasr Ahmed Abdalla Al Aydy Świderski Kadziewicz Zagumny Winiarski Pliński Wlazły Ignaczak \| |
| |
| Awad Abdel Latif Abdel Naeim Youssef Seif Elnasr Ahmed Abdalla Al Aydy Świderski Kadziewicz Zagumny Winiarski Pliński Wlazły Ignaczak       |

| Awad Abdel Latif Abdel Naeim Youssef Seif Elnasr Ahmed Abdalla Al Aydy Świderski Kadziewicz Zagumny Winiarski Pliński Wlazły Ignaczak |

| Wyjściowe ustawienia drużyn w 3. secie                                                                                               |
| --- |
| \| Ahmed Abdalla Awad Abdel Latif Abdel Naeim Youssef Gomaa Al Aydy Pliński Wlazły Świderski Możdżonek Zagumny Winiarski Ignaczak \| |
| |
| Ahmed Abdalla Awad Abdel Latif Abdel Naeim Youssef Gomaa Al Aydy Pliński Wlazły Świderski Możdżonek Zagumny Winiarski Ignaczak       |

| Ahmed Abdalla Awad Abdel Latif Abdel Naeim Youssef Gomaa Al Aydy Pliński Wlazły Świderski Możdżonek Zagumny Winiarski Ignaczak |

|                         |    |                     |        |
|                         |    |                     |        |
| P                       | 2  | Michał Winiarski    | 12 pkt |
| Ś                       | 4  | Daniel Pliński      | 4 pkt  |
| R                       | 5  | Paweł Zagumny       | 2 pkt  |
| A                       | 10 | Mariusz Wlazły      | 10 pkt |
| Ś                       | 11 | Łukasz Kadziewicz   | 1 pkt  |
| P                       | 13 | Sebastian Świderski | 13 pkt |
| L                       | 16 | Krzysztof Ignaczak  |        |
| Zmiany:                 |    |                     |        |
| P                       | 8  | Marcin Wika         | 1 pkt  |
| Ś                       | 18 | Marcin Możdżonek    | 3 pkt  |
| Trener:                 |    |                     |        |
| Raúl Lozano (Argentyna) |    |                     |        |

- I sędzia: Mohammad Shahmiri (Iran)
- II sędzia: Patricia Salvatore (Stany Zjednoczone)
- Czas trwania meczu: 71 minut

| Egipt | Statystyki        | Polska |
| 0     | SETY              | 3      |
| 49    | MAŁE PUNKTY       | 75     |
| 25    | ATAK              | 34     |
| 7     | BLOK              | 9      |
| 0     | SERWIS            | 3      |
| 17    | BŁĘDY PRZECIWNIKA | 29     |

## Serbia – Brazylia
Wtorek, 12 sierpnia 2008

15:00 (UTC+8) - Capital Indoor Stadium, Pekin - Widzów: 9 000
| Serbia                | 1:3 (27:25, 20:25, 17:25, 21:25)                                                                   | Brazylia                                 |
| Ivan Miljković 17 pkt | raport. results.beijing2008.cn. [zarchiwizowane z tego adresu (2008-08-15)]. raport P-3 raport P-2 | Murilo Endres 17 pkt Dante Amaral 17 pkt |

|                |    |                   |        |
|                |    |                   |        |
| P              | 1  | Nikola Kovačević  | 12 pkt |
| Ś              | 3  | Novica Bjelica    | 6 pkt  |
| R              | 5  | Vlado Petković    |        |
| L              | 8  | Marko Samardzić   |        |
| P              | 10 | Miloš Nikić       | 1 pkt  |
| A              | 15 | Saša Starović     | 6 pkt  |
| Ś              | 18 | Marko Podraščanin | 8 pkt  |
| Zmiany:        |    |                   |        |
| P              | 2  | Dejan Bojović     |        |
| P              | 4  | Bojan Janić       | 7 pkt  |
| R              | 9  | Nikola Grbić      | 1 pkt  |
| Ś              | 12 | Andrija Gerić     | 1 pkt  |
| A              | 14 | Ivan Miljković    | 17 pkt |
| Trener:        |    |                   |        |
| Igor Kolaković |    |                   |        |

| Wyjściowe ustawienia drużyn w 1. secie                                                                                          |
| --- |
| \| Nikić Bjelica Starović Kovačević Podraščanin Petković Samardzić Murilo André Heller André Dante Gustavo Marcelinho Sérgio \| |
| |
| Nikić Bjelica Starović Kovačević Podraščanin Petković Samardzić Murilo André Heller André Dante Gustavo Marcelinho Sérgio       |

| Nikić Bjelica Starović Kovačević Podraščanin Petković Samardzić Murilo André Heller André Dante Gustavo Marcelinho Sérgio |

| Wyjściowe ustawienia drużyn w 2. secie                                                                                          |
| --- |
| \| Nikić Bjelica Starović Kovačević Podraščanin Petković Samardzić André Heller André Dante Gustavo Marcelinho Murilo Sérgio \| |
| |
| Nikić Bjelica Starović Kovačević Podraščanin Petković Samardzić André Heller André Dante Gustavo Marcelinho Murilo Sérgio       |

| Nikić Bjelica Starović Kovačević Podraščanin Petković Samardzić André Heller André Dante Gustavo Marcelinho Murilo Sérgio |

| Wyjściowe ustawienia drużyn w 3. secie                                                                                        |
| --- |
| \| Janić Bjelica Miljković Kovačević Podraščanin Grbić Samardzić Murilo André Heller André Dante Gustavo Marcelinho Sérgio \| |
| |
| Janić Bjelica Miljković Kovačević Podraščanin Grbić Samardzić Murilo André Heller André Dante Gustavo Marcelinho Sérgio       |

| Janić Bjelica Miljković Kovačević Podraščanin Grbić Samardzić Murilo André Heller André Dante Gustavo Marcelinho Sérgio |

| Wyjściowe ustawienia drużyn w 4. secie                                                                                         |
| --- |
| \| Janić Gerić Miljković Kovačević Podraščanin Petković Samardzić André Heller André Dante Gustavo Marcelinho Murilo Sérgio \| |
| |
| Janić Gerić Miljković Kovačević Podraščanin Petković Samardzić André Heller André Dante Gustavo Marcelinho Murilo Sérgio       |

| Janić Gerić Miljković Kovačević Podraščanin Petković Samardzić André Heller André Dante Gustavo Marcelinho Murilo Sérgio |

|                  |    |                     |        |
|                  |    |                     |        |
| R                | 2  | Marcelo Elgarten    | 1 pkt  |
| Ś                | 4  | André Heller        | 11 pkt |
| P                | 8  | Murilo Endres       | 17 pkt |
| A                | 9  | André Nascimento    | 13 pkt |
| L                | 10 | Sérgio Dutra Santos |        |
| Ś                | 13 | Gustavo Endres      | 11 pkt |
| P                | 18 | Dante Amaral        | 17 pkt |
| Zmiany:          |    |                     |        |
| R                | 1  | Bruno Rezende       |        |
| A                | 11 | Anderson Rodrigues  |        |
| Trener:          |    |                     |        |
| Bernardo Rezende |    |                     |        |

- I sędzia: Wang Ning (Chiny)
- II sędzia: Osamu Sakaide (Japonia)
- Czas trwania meczu: 109 minut

| Serbia | Statystyki        | Brazylia |
| 1      | SETY              | 3        |
| 85     | MAŁE PUNKTY       | 100      |
| 51     | ATAK              | 52       |
| 7      | BLOK              | 12       |
| 1      | SERWIS            | 6        |
| 26     | BŁĘDY PRZECIWNIKA | 30       |

## Niemcy – Egipt
Czwartek, 14 sierpnia 2008

12:00 (UTC+8) - Beijing Institute of Technology Gymnasium, Pekin - Widzów: 3 200
| Niemcy               | 3:0 (29:27, 25:21, 25:21)                                                                          | Egipt                    |
| Jochen Schöps 19 pkt | raport. results.beijing2008.cn. [zarchiwizowane z tego adresu (2008-08-17)]. raport P-3 raport P-2 | Ahmed Abdel Naeim 20 pkt |

|                   |    |                  |        |
|                   |    |                  |        |
| P                 | 1  | Marcus Popp      | 9 pkt  |
| P                 | 5  | Björn Andrae     | 13 pkt |
| Ś                 | 9  | Stefan Hübner    | 4 pkt  |
| A                 | 10 | Jochen Schöps    | 19 pkt |
| R                 | 11 | Frank Dehne      | 6 pkt  |
| Ś                 | 13 | Ralph Bergmann   | 7 pkt  |
| L                 | 19 | Thomas Kröger    |        |
| Zmiany:           |    |                  |        |
| P                 | 7  | Mark Siebeck     |        |
| A                 | 12 | Christian Pampel |        |
| P                 | 14 | Robert Kromm     |        |
| Trener:           |    |                  |        |
| Stelian Moculescu |    |                  |        |

| Wyjściowe ustawienia drużyn w 1. secie                                                                                |
| --- |
| \| Andrae Bergmann Schöps Popp Hübner Dehne Kröger Awad Gomaa Abdel Naeim Youssef Seif Elnasr Abouelhassan Al Aydy \| |
| |
| Andrae Bergmann Schöps Popp Hübner Dehne Kröger Awad Gomaa Abdel Naeim Youssef Seif Elnasr Abouelhassan Al Aydy       |

| Andrae Bergmann Schöps Popp Hübner Dehne Kröger Awad Gomaa Abdel Naeim Youssef Seif Elnasr Abouelhassan Al Aydy |

| Wyjściowe ustawienia drużyn w 2. secie                                                                                      |
| --- |
| \| Dehne Andrae Bergmann Schöps Popp Hübner Kröger Awad Abdel Latif Abdel Naeim Youssef Seif Elnasr Abouelhassan Al Aydy \| |
| |
| Dehne Andrae Bergmann Schöps Popp Hübner Kröger Awad Abdel Latif Abdel Naeim Youssef Seif Elnasr Abouelhassan Al Aydy       |

| Dehne Andrae Bergmann Schöps Popp Hübner Kröger Awad Abdel Latif Abdel Naeim Youssef Seif Elnasr Abouelhassan Al Aydy |

| Wyjściowe ustawienia drużyn w 3. secie                                                                                |
| --- |
| \| Andrae Bergmann Schöps Popp Hübner Dehne Kröger Badawy Gomaa Abdel Naeim Awad Seif Elnasr Ahmed Abdalla Al Aydy \| |
| |
| Andrae Bergmann Schöps Popp Hübner Dehne Kröger Badawy Gomaa Abdel Naeim Awad Seif Elnasr Ahmed Abdalla Al Aydy       |

| Andrae Bergmann Schöps Popp Hübner Dehne Kröger Badawy Gomaa Abdel Naeim Awad Seif Elnasr Ahmed Abdalla Al Aydy |

|               |    |                     |        |
|               |    |                     |        |
| P             | 1  | Hamdy Awad          | 3 pkt  |
| A             | 4  | Ahmed Abdel Naeim   | 20 pkt |
| L             | 6  | Wael Al Aydy        |        |
| R             | 7  | Ashraf Abouelhassan | 1 pkt  |
| P             | 8  | Saleh Youssef       | 8 pkt  |
| Ś             | 14 | Hossameldin Gomaa   | 2 pkt  |
| Ś             | 16 | Mohamed Seif Elnasr | 2 pkt  |
| Zmiany:       |    |                     |        |
| R             | 2  | Ahmed Abdalla       | 1 pkt  |
| A             | 3  | Mohamed Gabal       | 1 pkt  |
| Ś             | 5  | Abdel Latif Ahmed   | 2 pkt  |
| P             | 13 | Mohamed Badawy      | 1 pkt  |
| Trener:       |    |                     |        |
| Ahmed Zakaria |    |                     |        |

- I sędzia: Ibrahim Al-Naama (Katar)
- II sędzia: Liu Jiang (Chiny)
- Czas trwania meczu: 86 minut

| Niemcy | Statystyki        | Egipt |
| 3      | SETY              | 0     |
| 79     | MAŁE PUNKTY       | 69    |
| 48     | ATAK              | 36    |
| 8      | BLOK              | 4     |
| 2      | SERWIS            | 1     |
| 21     | BŁĘDY PRZECIWNIKA | 28    |

## Brazylia – Rosja
Czwartek, 14 sierpnia 2008

12:30 (UTC+8) - Capital Indoor Stadium, Pekin - Widzów: 12 000
| Brazylia                | 1:3 (25:22, 24:26, 29:31, 19:25)                                                                   | Rosja                   |
| André Nascimento 26 pkt | raport. results.beijing2008.cn. [zarchiwizowane z tego adresu (2008-08-17)]. raport P-3 raport P-2 | Maksim Michajłow 19 pkt |

|                  |    |                                |        |
|                  |    |                                |        |
| R                | 2  | Marcelo Elgarten               |        |
| Ś                | 4  | André Heller                   | 10 pkt |
| P                | 8  | Murilo Endres                  | 11 pkt |
| A                | 9  | André Nascimento               | 26 pkt |
| L                | 10 | Sérgio Dutra Santos            |        |
| Ś                | 13 | Gustavo Endres                 | 8 pkt  |
| P                | 18 | Dante Amaral                   | 10 pkt |
| Zmiany:          |    |                                |        |
| R                | 1  | Bruno Rezende                  |        |
| P                | 7  | Gilberto de Godoy Filho (Giba) |        |
| A                | 11 | Anderson Rodrigues             | 3 pkt  |
| Ś                | 14 | Rodrigo Santana (Rodrigão)     |        |
| Trener:          |    |                                |        |
| Bernardo Rezende |    |                                |        |

| Wyjściowe ustawienia drużyn w 1. secie                                                                                        |
| --- |
| \| André Dante Gustavo Marcelinho Murilo André Heller Sérgio Kuleszow Połtawski Tietiuchin Wołkow Grankin Kosariew Wierbow \| |
| |
| André Dante Gustavo Marcelinho Murilo André Heller Sérgio Kuleszow Połtawski Tietiuchin Wołkow Grankin Kosariew Wierbow       |

| André Dante Gustavo Marcelinho Murilo André Heller Sérgio Kuleszow Połtawski Tietiuchin Wołkow Grankin Kosariew Wierbow |

| Wyjściowe ustawienia drużyn w 2. secie                                                                                        |
| --- |
| \| André Heller André Dante Gustavo Marcelinho Murilo Sérgio Kosariew Kuleszow Michajłow Tietiuchin Wołkow Grankin Wierbow \| |
| |
| André Heller André Dante Gustavo Marcelinho Murilo Sérgio Kosariew Kuleszow Michajłow Tietiuchin Wołkow Grankin Wierbow       |

| André Heller André Dante Gustavo Marcelinho Murilo Sérgio Kosariew Kuleszow Michajłow Tietiuchin Wołkow Grankin Wierbow |

| Wyjściowe ustawienia drużyn w 3. secie                                                                                        |
| --- |
| \| André Dante Gustavo Marcelinho Murilo André Heller Sérgio Kosariew Kuleszow Michajłow Tietiuchin Wołkow Grankin Wierbow \| |
| |
| André Dante Gustavo Marcelinho Murilo André Heller Sérgio Kosariew Kuleszow Michajłow Tietiuchin Wołkow Grankin Wierbow       |

| André Dante Gustavo Marcelinho Murilo André Heller Sérgio Kosariew Kuleszow Michajłow Tietiuchin Wołkow Grankin Wierbow |

| Wyjściowe ustawienia drużyn w 4. secie                                                                                       |
| --- |
| \| André Heller André Dante Gustavo Marcelinho Murilo Sérgio Kosariew Kuleszow Michajłow Bierieżko Wołkow Grankin Wierbow \| |
| |
| André Heller André Dante Gustavo Marcelinho Murilo Sérgio Kosariew Kuleszow Michajłow Bierieżko Wołkow Grankin Wierbow       |

| André Heller André Dante Gustavo Marcelinho Murilo Sérgio Kosariew Kuleszow Michajłow Bierieżko Wołkow Grankin Wierbow |

|                            |    |                     |        |
|                            |    |                     |        |
| A                          | 2  | Siemion Połtawski   | 1 pkt  |
| P                          | 3  | Aleksandr Kosariew  | 13 pkt |
| R                          | 6  | Siergiej Grankin    | 1 pkt  |
| P                          | 8  | Siergiej Tietiuchin | 3 pkt  |
| Ś                          | 15 | Aleksandr Wołkow    | 12 pkt |
| L                          | 16 | Aleksiej Wierbow    |        |
| Ś                          | 18 | Aleksiej Kuleszow   | 10 pkt |
| Zmiany:                    |    |                     |        |
| R                          | 9  | Wadim Chamuckich    |        |
| P                          | 10 | Jurij Bierieżko     | 11 pkt |
| Ś                          | 13 | Aleksiej Ostapienko |        |
| A                          | 17 | Maksim Michajłow    | 19 pkt |
| Trener:                    |    |                     |        |
| Władimir Alekno (Białoruś) |    |                     |        |

- I sędzia: Víctor Manuel Rodríguez (Portoryko)
- II sędzia: Wang Ning (Chiny)
- Czas trwania meczu: 127 minut

| Brazylia | Statystyki        | Rosja |
| 1        | SETY              | 3     |
| 97       | MAŁE PUNKTY       | 104   |
| 47       | ATAK              | 54    |
| 15       | BLOK              | 13    |
| 6        | SERWIS            | 3     |
| 29       | BŁĘDY PRZECIWNIKA | 34    |

## Polska – Serbia
Czwartek, 14 sierpnia 2008

15:05 (UTC+8) - Capital Indoor Stadium, Pekin - Widzów: 7 000
| Polska                | 3:1 (31:29, 22:25, 25:22, 25:21)                                                                   | Serbia                |
| Mariusz Wlazły 20 pkt | raport. results.beijing2008.cn. [zarchiwizowane z tego adresu (2008-08-17)]. raport P-3 raport P-2 | Ivan Miljković 24 pkt |

|                         |    |                     |        |
|                         |    |                     |        |
| P                       | 2  | Michał Winiarski    | 13 pkt |
| Ś                       | 4  | Daniel Pliński      | 13 pkt |
| R                       | 5  | Paweł Zagumny       | 4 pkt  |
| A                       | 10 | Mariusz Wlazły      | 20 pkt |
| Ś                       | 11 | Łukasz Kadziewicz   | 11 pkt |
| P                       | 13 | Sebastian Świderski | 16 pkt |
| L                       | 16 | Krzysztof Ignaczak  |        |
| Zmiany:                 |    |                     |        |
| P                       | 8  | Marcin Wika         | 1 pkt  |
| R                       | 12 | Paweł Woicki        |        |
| Ś                       | 18 | Marcin Możdżonek    |        |
| Trener:                 |    |                     |        |
| Raúl Lozano (Argentyna) |    |                     |        |

| Wyjściowe ustawienia drużyn w 1. secie                                                                                             |
| --- |
| \| Pliński Wlazły Świderski Kadziewicz Zagumny Winiarski Ignaczak Nikić Bjelica Miljković Kovačević Podraščanin Grbić Samardzić \| |
| |
| Pliński Wlazły Świderski Kadziewicz Zagumny Winiarski Ignaczak Nikić Bjelica Miljković Kovačević Podraščanin Grbić Samardzić       |

| Pliński Wlazły Świderski Kadziewicz Zagumny Winiarski Ignaczak Nikić Bjelica Miljković Kovačević Podraščanin Grbić Samardzić |

| Wyjściowe ustawienia drużyn w 2. secie                                                                                             |
| --- |
| \| Wlazły Świderski Kadziewicz Zagumny Winiarski Pliński Ignaczak Nikić Bjelica Miljković Kovačević Podraščanin Grbić Samardzić \| |
| |
| Wlazły Świderski Kadziewicz Zagumny Winiarski Pliński Ignaczak Nikić Bjelica Miljković Kovačević Podraščanin Grbić Samardzić       |

| Wlazły Świderski Kadziewicz Zagumny Winiarski Pliński Ignaczak Nikić Bjelica Miljković Kovačević Podraščanin Grbić Samardzić |

| Wyjściowe ustawienia drużyn w 3. secie                                                                                             |
| --- |
| \| Pliński Wlazły Świderski Kadziewicz Zagumny Winiarski Ignaczak Nikić Bjelica Miljković Kovačević Podraščanin Grbić Samardzić \| |
| |
| Pliński Wlazły Świderski Kadziewicz Zagumny Winiarski Ignaczak Nikić Bjelica Miljković Kovačević Podraščanin Grbić Samardzić       |

| Pliński Wlazły Świderski Kadziewicz Zagumny Winiarski Ignaczak Nikić Bjelica Miljković Kovačević Podraščanin Grbić Samardzić |

| Wyjściowe ustawienia drużyn w 4. secie                                                                                             |
| --- |
| \| Pliński Wlazły Świderski Kadziewicz Zagumny Winiarski Ignaczak Bjelica Miljković Kovačević Podraščanin Grbić Nikić Samardzić \| |
| |
| Pliński Wlazły Świderski Kadziewicz Zagumny Winiarski Ignaczak Bjelica Miljković Kovačević Podraščanin Grbić Nikić Samardzić       |

| Pliński Wlazły Świderski Kadziewicz Zagumny Winiarski Ignaczak Bjelica Miljković Kovačević Podraščanin Grbić Nikić Samardzić |

|                |    |                   |        |
|                |    |                   |        |
| P              | 1  | Nikola Kovačević  | 9 pkt  |
| Ś              | 3  | Novica Bjelica    | 9 pkt  |
| L              | 8  | Marko Samardzić   |        |
| R              | 9  | Nikola Grbić      | 6 pkt  |
| P              | 10 | Miloš Nikić       | 6 pkt  |
| A              | 14 | Ivan Miljković    | 24 pkt |
| Ś              | 18 | Marko Podraščanin | 12 pkt |
| Zmiany:        |    |                   |        |
| P              | 2  | Dejan Bojović     |        |
| R              | 5  | Vlado Petković    |        |
| Ś              | 12 | Andrija Gerić     |        |
| Trener:        |    |                   |        |
| Igor Kolaković |    |                   |        |

- I sędzia: Ümit Sokullu (Turcja)
- II sędzia: Patrick Deregnaucourt (Francja)
- Czas trwania meczu: 124 minuty

| Polska | Statystyki        | Serbia |
| 3      | SETY              | 1      |
| 103    | MAŁE PUNKTY       | 97     |
| 63     | ATAK              | 57     |
| 12     | BLOK              | 8      |
| 3      | SERWIS            | 1      |
| 25     | BŁĘDY PRZECIWNIKA | 31     |

## Rosja – Egipt
Sobota, 16 sierpnia 2008

12:00 (UTC+8) - Beijing Institute of Technology Gymnasium, Pekin - Widzów: 3 200
| Rosja                  | 3:0 (25:19, 25:14, 25:18)                                                                          | Egipt                   |
| Jurij Bierieżko 12 pkt | raport. results.beijing2008.cn. [zarchiwizowane z tego adresu (2008-08-19)]. raport P-3 raport P-2 | Hossameldin Gomaa 7 pkt |

|                            |    |                     |        |
|                            |    |                     |        |
| P                          | 1  | Aleksandr Korniejew | 10 pkt |
| A                          | 2  | Siemion Połtawski   | 11 pkt |
| R                          | 9  | Wadim Chamuckich    | 4 pkt  |
| P                          | 10 | Jurij Bierieżko     | 12 pkt |
| Ś                          | 13 | Aleksiej Ostapienko | 10 pkt |
| L                          | 16 | Aleksiej Wierbow    |        |
| Ś                          | 18 | Aleksiej Kuleszow   | 3 pkt  |
| Zmiany:                    |    |                     |        |
| A                          | 17 | Maksim Michajłow    |        |
| Trener:                    |    |                     |        |
| Władimir Alekno (Białoruś) |    |                     |        |

| Wyjściowe ustawienia drużyn w 1. secie |
| --- |
| \| Bierieżko Ostapienko Połtawski Korniejew Kuleszow Chamuckich Wierbow Youssef Gomaa Abdel Naeim Awad Seif Elnasr Ahmed Abdalla Al Aydy \| |
| |
| Bierieżko Ostapienko Połtawski Korniejew Kuleszow Chamuckich Wierbow Youssef Gomaa Abdel Naeim Awad Seif Elnasr Ahmed Abdalla Al Aydy       |

| Bierieżko Ostapienko Połtawski Korniejew Kuleszow Chamuckich Wierbow Youssef Gomaa Abdel Naeim Awad Seif Elnasr Ahmed Abdalla Al Aydy |

| Wyjściowe ustawienia drużyn w 2. secie |
| --- |
| \| Bierieżko Ostapienko Połtawski Korniejew Kuleszow Chamuckich Wierbow Youssef Gomaa Abdel Naeim Abd El kader Seif Elnasr Ahmed Abdalla Al Aydy \| |
| |
| Bierieżko Ostapienko Połtawski Korniejew Kuleszow Chamuckich Wierbow Youssef Gomaa Abdel Naeim Abd El kader Seif Elnasr Ahmed Abdalla Al Aydy       |

| Bierieżko Ostapienko Połtawski Korniejew Kuleszow Chamuckich Wierbow Youssef Gomaa Abdel Naeim Abd El kader Seif Elnasr Ahmed Abdalla Al Aydy |

| Wyjściowe ustawienia drużyn w 3. secie |
| --- |
| \| Bierieżko Ostapienko Połtawski Korniejew Kuleszow Chamuckich Wierbow Awad Gomaa Abdel Naeim Abd El kader Seif Elnasr Abouelhassan Al Aydy \| |
| |
| Bierieżko Ostapienko Połtawski Korniejew Kuleszow Chamuckich Wierbow Awad Gomaa Abdel Naeim Abd El kader Seif Elnasr Abouelhassan Al Aydy       |

| Bierieżko Ostapienko Połtawski Korniejew Kuleszow Chamuckich Wierbow Awad Gomaa Abdel Naeim Abd El kader Seif Elnasr Abouelhassan Al Aydy |

|               |    |                      |       |
|               |    |                      |       |
| P             | 1  | Hamdy Awad           | 5 pkt |
| R             | 2  | Ahmed Abdalla        | 1 pkt |
| A             | 4  | Ahmed Abdel Naeim    | 6 pkt |
| L             | 6  | Wael Al Aydy         |       |
| P             | 8  | Saleh Youssef        | 2 pkt |
| Ś             | 14 | Hossameldin Gomaa    | 7 pkt |
| Ś             | 16 | Mohamed Seif Elnasr  | 1 pkt |
| Zmiany:       |    |                      |       |
| A             | 3  | Mohamed Gabal        | 3 pkt |
| R             | 7  | Ashraf Abouelhassan  | 2 pkt |
| P             | 17 | Mahmoud Abd El kader | 6 pkt |
| Trener:       |    |                      |       |
| Ahmed Zakaria |    |                      |       |

- I sędzia: Liu Jiang (Chiny)
- II sędzia: Ibrahim AL-Naama (Katar)
- Czas trwania meczu: 69 minut

| Rosja | Statystyki        | Egipt |
| 3     | SETY              | 0     |
| 75    | MAŁE PUNKTY       | 51    |
| 33    | ATAK              | 28    |
| 7     | BLOK              | 3     |
| 10    | SERWIS            | 2     |
| 25    | BŁĘDY PRZECIWNIKA | 18    |

## Serbia – Niemcy
Sobota, 16 sierpnia 2008

12:30 (UTC+8) - Capital Indoor Stadium, Pekin - Widzów: 12 500
| Serbia                | 3:1 (25:21, 27:25, 24:26, 25:23)                                                                   | Niemcy               |
| Ivan Miljković 23 pkt | raport. results.beijing2008.cn. [zarchiwizowane z tego adresu (2008-08-19)]. raport P-3 raport P-2 | Jochen Schöps 29 pkt |

|                |    |                   |        |
|                |    |                   |        |
| P              | 2  | Dejan Bojović     | 14 pkt |
| L              | 8  | Marko Samardzić   |        |
| R              | 9  | Nikola Grbić      | 3 pkt  |
| P              | 10 | Miloš Nikić       | 12 pkt |
| Ś              | 12 | Andrija Gerić     | 5 pkt  |
| A              | 14 | Ivan Miljković    | 23 pkt |
| Ś              | 18 | Marko Podraščanin | 9 pkt  |
| Zmiany:        |    |                   |        |
| Ś              | 3  | Novica Bjelica    |        |
| R              | 5  | Vlado Petković    |        |
| A              | 15 | Saša Starović     |        |
| Trener:        |    |                   |        |
| Igor Kolaković |    |                   |        |

| Wyjściowe ustawienia drużyn w 1. secie                                                                          |
| --- |
| \| Gerić Miljković Bojović Podraščanin Grbić Nikić Samardzić Dehne Andrae Bergmann Schöps Popp Hübner Kröger \| |
| |
| Gerić Miljković Bojović Podraščanin Grbić Nikić Samardzić Dehne Andrae Bergmann Schöps Popp Hübner Kröger       |

| Gerić Miljković Bojović Podraščanin Grbić Nikić Samardzić Dehne Andrae Bergmann Schöps Popp Hübner Kröger |

| Wyjściowe ustawienia drużyn w 2. secie                                                                            |
| --- |
| \| Nikić Gerić Miljković Bojović Podraščanin Grbić Samardzić Andrae Bergmann Schöps Popp Hübner Tischer Kröger \| |
| |
| Nikić Gerić Miljković Bojović Podraščanin Grbić Samardzić Andrae Bergmann Schöps Popp Hübner Tischer Kröger       |

| Nikić Gerić Miljković Bojović Podraščanin Grbić Samardzić Andrae Bergmann Schöps Popp Hübner Tischer Kröger |

| Wyjściowe ustawienia drużyn w 3. secie                                                                             |
| --- |
| \| Gerić Miljković Bojović Podraščanin Grbić Nikić Samardzić Tischer Andrae Bergmann Schöps Kromm Hübner Kröger \| |
| |
| Gerić Miljković Bojović Podraščanin Grbić Nikić Samardzić Tischer Andrae Bergmann Schöps Kromm Hübner Kröger       |

| Gerić Miljković Bojović Podraščanin Grbić Nikić Samardzić Tischer Andrae Bergmann Schöps Kromm Hübner Kröger |

| Wyjściowe ustawienia drużyn w 4. secie                                                                             |
| --- |
| \| Nikić Gerić Miljković Bojović Podraščanin Grbić Samardzić Andrae Bergmann Schöps Kromm Hübner Tischer Kröger \| |
| |
| Nikić Gerić Miljković Bojović Podraščanin Grbić Samardzić Andrae Bergmann Schöps Kromm Hübner Tischer Kröger       |

| Nikić Gerić Miljković Bojović Podraščanin Grbić Samardzić Andrae Bergmann Schöps Kromm Hübner Tischer Kröger |

|                   |    |                  |        |
|                   |    |                  |        |
| P                 | 1  | Marcus Popp      | 6 pkt  |
| P                 | 5  | Björn Andrae     | 5 pkt  |
| Ś                 | 9  | Stefan Hübner    | 10 pkt |
| A                 | 10 | Jochen Schöps    | 29 pkt |
| R                 | 11 | Frank Dehne      |        |
| Ś                 | 13 | Ralph Bergmann   | 10 pkt |
| L                 | 19 | Thomas Kröger    |        |
| Zmiany:           |    |                  |        |
| R                 | 4  | Simon Tischer    | 8 pkt  |
| P                 | 7  | Mark Siebeck     |        |
| A                 | 12 | Christian Pampel |        |
| P                 | 14 | Robert Kromm     | 6 pkt  |
| Trener:           |    |                  |        |
| Stelian Moculescu |    |                  |        |

- I sędzia: Wang Ning (Chiny)
- II sędzia: Bela Hobor (Węgry)
- Czas trwania meczu: 113 minut

| Serbia | Statystyki        | Niemcy |
| 3      | SETY              | 1      |
| 101    | MAŁE PUNKTY       | 95     |
| 55     | ATAK              | 53     |
| 7      | BLOK              | 16     |
| 4      | SERWIS            | 5      |
| 35     | BŁĘDY PRZECIWNIKA | 21     |

## Brazylia – Polska
Sobota, 16 sierpnia 2008

20:00 (UTC+8) - Capital Indoor Stadium, Pekin - Widzów: 12 500
| Brazylia                              | 3:0 (30:28, 25:19, 25:19)                                                                          | Polska                                                                   |
| Gilberto de Godoy Filho (Giba) 16 pkt | raport. results.beijing2008.cn. [zarchiwizowane z tego adresu (2008-08-19)]. raport P-3 raport P-2 | Michał Winiarski 11 pkt Daniel Pliński 11 pkt Sebastian Świderski 11 pkt |

|                  |    |                                |        |
|                  |    |                                |        |
| R                | 2  | Marcelo Elgarten               | 1 pkt  |
| Ś                | 4  | André Heller                   | 8 pkt  |
| P                | 7  | Gilberto de Godoy Filho (Giba) | 16 pkt |
| A                | 9  | André Nascimento               | 13 pkt |
| L                | 10 | Sérgio Dutra Santos            |        |
| Ś                | 13 | Gustavo Endres                 | 11 pkt |
| P                | 18 | Dante Amaral                   | 6 pkt  |
| Zmiany:          |    |                                |        |
| R                | 1  | Bruno Rezende                  | 1 pkt  |
| P                | 6  | Samuel Fuchs                   |        |
| P                | 8  | Murilo Endres                  | 4 pkt  |
| A                | 11 | Anderson Rodrigues             |        |
| Trener:          |    |                                |        |
| Bernardo Rezende |    |                                |        |

| Wyjściowe ustawienia drużyn w 1. secie                                                                                       |
| --- |
| \| André Dante Gustavo Marcelinho Giba André Heller Sérgio Pliński Wlazły Świderski Kadziewicz Zagumny Winiarski Ignaczak \| |
| |
| André Dante Gustavo Marcelinho Giba André Heller Sérgio Pliński Wlazły Świderski Kadziewicz Zagumny Winiarski Ignaczak       |

| André Dante Gustavo Marcelinho Giba André Heller Sérgio Pliński Wlazły Świderski Kadziewicz Zagumny Winiarski Ignaczak |

| Wyjściowe ustawienia drużyn w 2. secie                                                                                       |
| --- |
| \| Dante Gustavo Marcelinho Giba André Heller André Sérgio Świderski Kadziewicz Zagumny Winiarski Pliński Wlazły Ignaczak \| |
| |
| Dante Gustavo Marcelinho Giba André Heller André Sérgio Świderski Kadziewicz Zagumny Winiarski Pliński Wlazły Ignaczak       |

| Dante Gustavo Marcelinho Giba André Heller André Sérgio Świderski Kadziewicz Zagumny Winiarski Pliński Wlazły Ignaczak |

| Wyjściowe ustawienia drużyn w 3. secie                                                                                        |
| --- |
| \| André Murilo Gustavo Marcelinho Giba André Heller Sérgio Winiarski Pliński Wlazły Świderski Kadziewicz Zagumny Ignaczak \| |
| |
| André Murilo Gustavo Marcelinho Giba André Heller Sérgio Winiarski Pliński Wlazły Świderski Kadziewicz Zagumny Ignaczak       |

| André Murilo Gustavo Marcelinho Giba André Heller Sérgio Winiarski Pliński Wlazły Świderski Kadziewicz Zagumny Ignaczak |

|                         |    |                     |        |
|                         |    |                     |        |
| P                       | 2  | Michał Winiarski    | 11 pkt |
| Ś                       | 4  | Daniel Pliński      | 11 pkt |
| R                       | 5  | Paweł Zagumny       |        |
| A                       | 10 | Mariusz Wlazły      | 9 pkt  |
| Ś                       | 11 | Łukasz Kadziewicz   | 5 pkt  |
| P                       | 13 | Sebastian Świderski | 11 pkt |
| L                       | 16 | Krzysztof Ignaczak  |        |
| Zmiany:                 |    |                     |        |
| A                       | 3  | Piotr Gruszka       | 2 pkt  |
| P                       | 8  | Marcin Wika         |        |
| R                       | 12 | Paweł Woicki        |        |
| Ś                       | 18 | Marcin Możdżonek    |        |
| Trener:                 |    |                     |        |
| Raúl Lozano (Argentyna) |    |                     |        |

- I sędzia: Kim Kun-Tae (Korea Południowa)
- II sędzia: Osamu Sakaide (Japonia)
- Czas trwania meczu: 87 minut

| Brazylia | Statystyki        | Polska |
| 3        | SETY              | 0      |
| 80       | MAŁE PUNKTY       | 66     |
| 49       | ATAK              | 42     |
| 7        | BLOK              | 7      |
| 4        | SERWIS            | 0      |
| 20       | BŁĘDY PRZECIWNIKA | 17     |

## Niemcy – Brazylia
Poniedziałek, 18 sierpnia 2008

12:20 (UTC+8) - Beijing Institute of Technology Gymnasium, Pekin - Widzów: 3 400
| Niemcy               | 0:3 (22:25, 21:25, 23:25)                                                                          | Brazylia                                                    |
| Jochen Schöps 17 pkt | raport. results.beijing2008.cn. [zarchiwizowane z tego adresu (2008-08-21)]. raport P-3 raport P-2 | Gilberto de Godoy Filho (Giba) 9 pkt André Nascimento 9 pkt |

|                   |    |                  |        |
|                   |    |                  |        |
| P                 | 1  | Marcus Popp      | 7 pkt  |
| R                 | 4  | Simon Tischer    | 3 pkt  |
| P                 | 5  | Björn Andrae     | 6 pkt  |
| Ś                 | 9  | Stefan Hübner    | 8 pkt  |
| A                 | 10 | Jochen Schöps    | 17 pkt |
| Ś                 | 13 | Ralph Bergmann   | 1 pkt  |
| L                 | 19 | Thomas Kröger    |        |
| Zmiany:           |    |                  |        |
| P                 | 7  | Mark Siebeck     |        |
| Ś                 | 8  | Marcus Böhme     | 8 pkt  |
| R                 | 11 | Frank Dehne      |        |
| A                 | 12 | Christian Pampel |        |
| P                 | 14 | Robert Kromm     |        |
| Trener:           |    |                  |        |
| Stelian Moculescu |    |                  |        |

| Wyjściowe ustawienia drużyn w 1. secie                                                                          |
| --- |
| \| Tischer Andrae Bergmann Schöps Popp Hübner Kröger André Heller André Dante Gustavo Marcelinho Giba Sérgio \| |
| |
| Tischer Andrae Bergmann Schöps Popp Hübner Kröger André Heller André Dante Gustavo Marcelinho Giba Sérgio       |

| Tischer Andrae Bergmann Schöps Popp Hübner Kröger André Heller André Dante Gustavo Marcelinho Giba Sérgio |

| Wyjściowe ustawienia drużyn w 2. secie                                                                      |
| --- |
| \| Bergmann Schöps Popp Hübner Tischer Andrae Kröger André Dante Gustavo Marcelinho Giba Rodrigão Sérgio \| |
| |
| Bergmann Schöps Popp Hübner Tischer Andrae Kröger André Dante Gustavo Marcelinho Giba Rodrigão Sérgio       |

| Bergmann Schöps Popp Hübner Tischer Andrae Kröger André Dante Gustavo Marcelinho Giba Rodrigão Sérgio |

| Wyjściowe ustawienia drużyn w 3. secie                                                                 |
| --- |
| \| Andrae Böhme Schöps Popp Hübner Dehne Kröger Rodrigão André Dante Gustavo Marcelinho Giba Sérgio \| |
| |
| Andrae Böhme Schöps Popp Hübner Dehne Kröger Rodrigão André Dante Gustavo Marcelinho Giba Sérgio       |

| Andrae Böhme Schöps Popp Hübner Dehne Kröger Rodrigão André Dante Gustavo Marcelinho Giba Sérgio |

|                  |    |                                |       |
|                  |    |                                |       |
| R                | 2  | Marcelo Elgarten               |       |
| Ś                | 4  | André Heller                   | 2 pkt |
| P                | 7  | Gilberto de Godoy Filho (Giba) | 9 pkt |
| A                | 9  | André Nascimento               | 9 pkt |
| L                | 10 | Sérgio Dutra Santos            |       |
| Ś                | 13 | Gustavo Endres                 | 8 pkt |
| P                | 18 | Dante Amaral                   | 5 pkt |
| Zmiany:          |    |                                |       |
| R                | 1  | Bruno Rezende                  |       |
| P                | 6  | Samuel Fuchs                   |       |
| A                | 11 | Anderson Rodrigues             |       |
| Ś                | 14 | Rodrigo Santana (Rodrigão)     | 6 pkt |
| Trener:          |    |                                |       |
| Bernardo Rezende |    |                                |       |

- I sędzia: Liu Jiang (Chiny)
- II sędzia: Ümit Sokullu (Turcja)
- Czas trwania meczu: 88 minut

| Niemcy | Statystyki        | Brazylia |
| 0      | SETY              | 3        |
| 66     | MAŁE PUNKTY       | 75       |
| 41     | ATAK              | 27       |
| 3      | BLOK              | 9        |
| 6      | SERWIS            | 3        |
| 16     | BŁĘDY PRZECIWNIKA | 36       |

## Polska – Rosja
Poniedziałek, 18 sierpnia 2008

12:30 (UTC+8) - Capital Indoor Stadium, Pekin - Widzów: 12 000
| Polska                | 3:2 (17:25, 26:24, 24:26, 25:23, 15:12)                                                            | Rosja                    |
| Mariusz Wlazły 23 pkt | raport. results.beijing2008.cn. [zarchiwizowane z tego adresu (2008-08-22)]. raport P-3 raport P-2 | Siemion Połtawski 19 pkt |

|                         |    |                       |        |
|                         |    |                       |        |
| P                       | 2  | Michał Winiarski      | 18 pkt |
| Ś                       | 4  | Daniel Pliński        |        |
| R                       | 5  | Paweł Zagumny         | 1 pkt  |
| A                       | 10 | Mariusz Wlazły        | 23 pkt |
| Ś                       | 11 | Łukasz Kadziewicz     | 12 pkt |
| P                       | 13 | Sebastian Świderski   | 1 pkt  |
| L                       | 16 | Krzysztof Ignaczak    |        |
| Zmiany:                 |    |                       |        |
| A                       | 3  | Piotr Gruszka         | 1 pkt  |
| P                       | 8  | Marcin Wika           | 12 pkt |
| R                       | 12 | Paweł Woicki          |        |
| P                       | 14 | Krzysztof Gierczyński | 1 pkt  |
| Ś                       | 18 | Marcin Możdżonek      | 13 pkt |
| Trener:                 |    |                       |        |
| Raúl Lozano (Argentyna) |    |                       |        |

| Wyjściowe ustawienia drużyn w 1. secie                                                                                             |
| --- |
| \| Pliński Wlazły Świderski Kadziewicz Zagumny Winiarski Ignaczak Kosariew Kuleszow Połtawski Tietiuchin Wołkow Grankin Wierbow \| |
| |
| Pliński Wlazły Świderski Kadziewicz Zagumny Winiarski Ignaczak Kosariew Kuleszow Połtawski Tietiuchin Wołkow Grankin Wierbow       |

| Pliński Wlazły Świderski Kadziewicz Zagumny Winiarski Ignaczak Kosariew Kuleszow Połtawski Tietiuchin Wołkow Grankin Wierbow |

| Wyjściowe ustawienia drużyn w 2. secie                                                                                                 |
| --- |
| \| Winiarski Możdżonek Wlazły Gierczyński Kadziewicz Zagumny Ignaczak Kosariew Kuleszow Połtawski Tietiuchin Wołkow Grankin Wierbow \| |
| |
| Winiarski Możdżonek Wlazły Gierczyński Kadziewicz Zagumny Ignaczak Kosariew Kuleszow Połtawski Tietiuchin Wołkow Grankin Wierbow       |

| Winiarski Możdżonek Wlazły Gierczyński Kadziewicz Zagumny Ignaczak Kosariew Kuleszow Połtawski Tietiuchin Wołkow Grankin Wierbow |

| Wyjściowe ustawienia drużyn w 3. secie                                                                                           |
| --- |
| \| Wika Kadziewicz Zagumny Winiarski Możdżonek Wlazły Ignaczak Bierieżko Kuleszow Połtawski Tietiuchin Wołkow Grankin Wierbow \| |
| |
| Wika Kadziewicz Zagumny Winiarski Możdżonek Wlazły Ignaczak Bierieżko Kuleszow Połtawski Tietiuchin Wołkow Grankin Wierbow       |

| Wika Kadziewicz Zagumny Winiarski Możdżonek Wlazły Ignaczak Bierieżko Kuleszow Połtawski Tietiuchin Wołkow Grankin Wierbow |

| Wyjściowe ustawienia drużyn w 4. secie                                                                                          |
| --- |
| \| Kadziewicz Zagumny Winiarski Możdżonek Wlazły Wika Ignaczak Kosariew Kuleszow Połtawski Tietiuchin Wołkow Grankin Wierbow \| |
| |
| Kadziewicz Zagumny Winiarski Możdżonek Wlazły Wika Ignaczak Kosariew Kuleszow Połtawski Tietiuchin Wołkow Grankin Wierbow       |

| Kadziewicz Zagumny Winiarski Możdżonek Wlazły Wika Ignaczak Kosariew Kuleszow Połtawski Tietiuchin Wołkow Grankin Wierbow |

| Wyjściowe ustawienia drużyn w 5. secie                                                                                          |
| --- |
| \| Kadziewicz Zagumny Winiarski Możdżonek Wlazły Wika Ignaczak Kosariew Kuleszow Połtawski Tietiuchin Wołkow Grankin Wierbow \| |
| |
| Kadziewicz Zagumny Winiarski Możdżonek Wlazły Wika Ignaczak Kosariew Kuleszow Połtawski Tietiuchin Wołkow Grankin Wierbow       |

| Kadziewicz Zagumny Winiarski Możdżonek Wlazły Wika Ignaczak Kosariew Kuleszow Połtawski Tietiuchin Wołkow Grankin Wierbow |

|                            |    |                     |        |
|                            |    |                     |        |
| A                          | 2  | Siemion Połtawski   | 19 pkt |
| P                          | 3  | Aleksandr Kosariew  | 15 pkt |
| R                          | 6  | Siergiej Grankin    | 5 pkt  |
| P                          | 8  | Siergiej Tietiuchin | 14 pkt |
| Ś                          | 15 | Aleksandr Wołkow    | 13 pkt |
| L                          | 16 | Aleksiej Wierbow    |        |
| Ś                          | 18 | Aleksiej Kuleszow   | 12 pkt |
| Zmiany:                    |    |                     |        |
| R                          | 9  | Wadim Chamuckich    |        |
| P                          | 10 | Jurij Bierieżko     | 5 pkt  |
| A                          | 17 | Maksim Michajłow    | 2 pkt  |
| Trener:                    |    |                     |        |
| Władimir Alekno (Białoruś) |    |                     |        |

- I sędzia: Frans Loderus (Holandia)
- II sędzia: Frank Leuthauser (Niemcy)
- Czas trwania meczu: 137 minut

| Polska | Statystyki        | Rosja |
| 3      | SETY              | 2     |
| 107    | MAŁE PUNKTY       | 110   |
| 64     | ATAK              | 67    |
| 13     | BLOK              | 13    |
| 5      | SERWIS            | 5     |
| 25     | BŁĘDY PRZECIWNIKA | 25    |

## Egipt – Serbia
Poniedziałek, 18 sierpnia 2008

15:15 (UTC+8) - Capital Indoor Stadium, Pekin - Widzów: 6 000
| Egipt                | 0:3 (16:25, 13:25, 17:25)                                                                          | Serbia                |
| Mohamed Gabal 12 pkt | raport. results.beijing2008.cn. [zarchiwizowane z tego adresu (2008-08-24)]. raport P-3 raport P-2 | Ivan Miljković 15 pkt |

|               |    |                      |        |
|               |    |                      |        |
| A             | 3  | Mohamed Gabal        | 12 pkt |
| L             | 6  | Wael Al Aydy         |        |
| R             | 7  | Ashraf Abouelhassan  | 1 pkt  |
| P             | 8  | Saleh Youssef        | 2 pkt  |
| Ś             | 14 | Hossameldin Gomaa    | 2 pkt  |
| Ś             | 16 | Mohamed Seif Elnasr  | 6 pkt  |
| P             | 17 | Mahmoud Abd El kader | 10 pkt |
| Zmiany:       |    |                      |        |
| P             | 1  | Hamdy Awad           | 2 pkt  |
| R             | 2  | Ahmed Abdalla        |        |
| Trener:       |    |                      |        |
| Ahmed Zakaria |    |                      |        |

| Wyjściowe ustawienia drużyn w 1. secie                                                                                              |
| --- |
| \| Abouelhassan Abd El kader Seif Elnasr Gabal Youssef Gomaa Al Aydy Nikić Bjelica Miljković Bojović Podraščanin Grbić Samardzić \| |
| |
| Abouelhassan Abd El kader Seif Elnasr Gabal Youssef Gomaa Al Aydy Nikić Bjelica Miljković Bojović Podraščanin Grbić Samardzić       |

| Abouelhassan Abd El kader Seif Elnasr Gabal Youssef Gomaa Al Aydy Nikić Bjelica Miljković Bojović Podraščanin Grbić Samardzić |

| Wyjściowe ustawienia drużyn w 2. secie                                                                                      |
| --- |
| \| Awad Seif Elnasr Gabal Youssef Gomaa Abouelhassan Al Aydy Nikić Bjelica Miljković Bojović Podraščanin Grbić Samardzić \| |
| |
| Awad Seif Elnasr Gabal Youssef Gomaa Abouelhassan Al Aydy Nikić Bjelica Miljković Bojović Podraščanin Grbić Samardzić       |

| Awad Seif Elnasr Gabal Youssef Gomaa Abouelhassan Al Aydy Nikić Bjelica Miljković Bojović Podraščanin Grbić Samardzić |

| Wyjściowe ustawienia drużyn w 3. secie                                                                                      |
| --- |
| \| Awad Seif Elnasr Gabal Abd El kader Gomaa Ahmed Abdalla Al Aydy Nikić Bjelica Miljković Bojović Gerić Grbić Samardzić \| |
| |
| Awad Seif Elnasr Gabal Abd El kader Gomaa Ahmed Abdalla Al Aydy Nikić Bjelica Miljković Bojović Gerić Grbić Samardzić       |

| Awad Seif Elnasr Gabal Abd El kader Gomaa Ahmed Abdalla Al Aydy Nikić Bjelica Miljković Bojović Gerić Grbić Samardzić |

|         |    |                   |        |
|         |    |                   |        |
| P       | 2  | Dejan Bojović     | 13 pkt |
| Ś       | 3  | Novica Bjelica    | 5 pkt  |
| L       | 8  | Marko Samardzić   |        |
| R       | 9  | Nikola Grbić      | 1 pkt  |
| P       | 10 | Miloš Nikić       | 8 pkt  |
| A       | 14 | Ivan Miljković    | 15 pkt |
| Ś       | 18 | Marko Podraščanin | 4 pkt  |
| Zmiany: |    |                   |        |
| P       | 4  | Bojan Janić       |        |
| R       | 5  | Vlado Petković    |        |
| Ś       | 12 | Andrija Gerić     | 1 pkt  |
| A       | 15 | Saša Starović     | 5 pkt  |

- I sędzia: Víctor Manuel Rodríguez (Portoryko)
- II sędzia: Ibrahim Al-Naama (Katar)
- Czas trwania meczu: 62 minuty

| Egipt | Statystyki        | Serbia |
| 0     | SETY              | 3      |
| 46    | MAŁE PUNKTY       | 75     |
| 33    | ATAK              | 42     |
| 1     | BLOK              | 9      |
| 1     | SERWIS            | 1      |
| 11    | BŁĘDY PRZECIWNIKA | 23     |